# کوموبابی (آریزونا)
کوموبابی (به انگلیسی: Comobabi) یک منطقهٔ مسکونی در ایالات متحده آمریکا است که در آریزونا واقع شده‌است. کوموبابی ۲٫۹۸ کیلومتر مربع مساحت و ۴٬۸۲۱ نفر جمعیت دارد و ۱٬۰۰۵ متر بالاتر از سطح دریا واقع شده‌است.